# Gerry Sutcliffe
Gerard Sutcliffe (né le 13 mai 1953) est un homme politique du parti travailliste britannique qui est député de Bradford South de 1994 à 2015. Il est ministre des Sports et du Tourisme du gouvernement Brown.

## Biographie
Né à Salford, Sutcliffe fait ses études à Bradford au lycée Cardinal Hinsley, mais le quitte l'âge de seize ans, puis travaille comme vendeur et pour une entreprise d'imprimerie, devenant ainsi secrétaire adjoint du syndicat des travailleurs de l'imprimerie SOGAT. Il est membre du conseil municipal de Bradford de 1982 à 1994, et chef du conseil de 1992 à 1994.
Lorsque le député travailliste de Bradford South, Bob Cryer est tué dans un accident de voiture en avril 1994, Sutcliffe est choisi comme candidat travailliste pour l'élection partielle qui suit et la remporte avec 55% des voix, et occupe le siège jusqu'à sa retraite en 2015.
Au Parlement, il siège au Comité des comptes publics de 1996 à 1998 et est membre du Comité des projets de loi sans opposition de 1997 à 1999.
Après les élections générales de 1997, lorsqu'un gouvernement travailliste prend le pouvoir avec Tony Blair, Sutcliffe est nommé Secrétaire parlementaire privé (PPS) de Harriet Harman, secrétaire d'État à la Sécurité sociale. Après que Harman ait été démise du Cabinet en juillet 1998, il sert comme PPS de Stephen Byers, le Secrétaire en chef du Trésor. Lorsque Byers est promu secrétaire d'État au Commerce et à l'Industrie en décembre 1998, Sutcliffe reste son PPS.
De 2003 à 2006, il est sous-secrétaire d'État parlementaire au ministère du Commerce et de l'Industrie, chargé de l'emploi et de la politique des consommateurs et de la concurrence. Lors du remaniement de mai 2006, il est transféré au ministère de l'Intérieur, en tant que ministre des prisons et du service de probation. Dans le cadre de la réorganisation du ministère de l'Intérieur, il devient sous-secrétaire d'État parlementaire du nouveau ministère de la Justice en mai 2007. Il n'y reste que peu de temps avant le remaniement du 29 juin 2007, date à laquelle il est transféré au Département de la culture, des médias et des sports.
En tant que ministre des Sports au moment des Jeux olympiques de Pékin, il parie avec son homologue australienne Kate Ellis que la Grande-Bretagne finirait devant l'Australie dans le tableau final des médailles, chaque ministre promettant de porter les couleurs de la nation opposée à un événement sportif s'il perd. Sutcliffe remporte le pari, la Grande-Bretagne terminant quatrième et l'Australie sixième.
Sutcliffe soutient Andy Burnham lors de l'élection à la direction du parti travailliste de 2010 et est son directeur de campagne. De 2010 à 2011, Sutcliffe est ministre fantôme de l'Immigration ,. En mai 2014, Sutcliffe annonce qu'il se retirerait à l'élection générale suivante . Il est membre de Unite the Union.